# Готовлє
Готовлє (словен. Gotovlje) — поселення в общині Жалець, Савинський регіон, Словенія. 
Висота над рівнем моря: 263,3 м.